# ویکتور ژلنیچ
ویکتور ژلنیچ (سیریلیک صربی: Виктор Јеленић؛ زادهٔ ۳۱ اکتبر ۱۹۷۰) بازیکن واترپلو اهل صربستان است.